# Yada'ib Yigal I.
Yada'ib Yigal (qatabanisch ydʿʾb ygl Yadaʿʾib Yigal), Sohn des Dhamar'ali, war ein König des altsüdarabischen Reiches von Qataban. Er regierte nach Hermann von Wissmann um 375 v. Chr., nach Kenneth A. Kitchen und Jacqueline Pirenne um 290–260 v. Chr., zeitweise mit dem Koregenten Hauf'amm Yuhan'im, Sohn des Sumuhuwatar.
Yada'ib Yigal ist von drei Inschriften bekannt. Dazu gehört ein Dekret, das den von einem gewissen Yadhmurmalik geführten Krieg gegen die sabäischen Herrscher Yada'il Bayyin II., Sumuhu'ali Yanuf III. und Yitha'amar Watar II. erwähnt. Hinzu kommen eine Bauinschrift, welche vom Bau eines Staudamms in Baihan al-Kisab berichtet, und ein Fragment einer solchen Inschrift. Eine weitere Inschrift ist ebenfalls rechtlichen Inhalts und regelte Grundbesitzverhältnisse. Auch eine in Asir gefundene Inschrift, die unter einem König dieses Namens verfasst wurde, könnte aus seiner Regierungszeit stammen.